# ني تشالان
ني تشالان هي قرية في مقاطعة أرومية، إيران. يقدر عدد سكانها بـ 478 نسمة بحسب إحصاء 2016.